# Università di Pechino Ingresso Est
Università di Pechino Ingresso Est (in cinese: 北京大学东门站S, Běijīng Dàxué Dōngmén zhànP), indicata sulla segnaletica ufficiale anche con la dicitura inglese Peking Univ. East Gate, è una stazione della linea 4 della metropolitana di Pechino.
La stazione di Università di Pechino Ingresso Est è entrata in funzione in concomitanza dell'inaugurazione della linea 4, avvenuta il 28 settembre 2009.

## Denominazione
La stazione prende il nome dalla vicina Università di Pechino (in cinese: 北京大学, Běijīng Dàxué), il cui ingresso est è situato subito fuori la fermata metro. Inizialmente era stato proposto il nome "Chengfu Road", scartato per via del fatto che non avrebbe corrisposto alla precisa collocazione geografica. In seguito, l'Università di Pechino ha suggerito il nome "Beida Ingresso Est" oppure "Yanyuan", per poi optare per il nome attualmente in uso.

## Posizione
La stazione si trova all'incrocio tra Zhongguancun North Street e Chengfu Road, nel distretto di Haidian, all'ingresso est dell'Università di Pechino. I binari della metropolitana proseguono verso sud lungo Zhongguancun North Street.

## Struttura e impianti
La stazione è strutturata su due livelli sotterranei, con banchine a isola sotterranee. Al primo piano sotterraneo si trova l'atrio di ingresso alla stazione, separato per evitare le condutture che scorrono sotto il livello stradale. Mentre il secondo piano sotterraneo è predisposto per la banchina. La stazione presenta quattro ingressi, indicati con le lettere A, B, C e D. L'ingresso D è accessibile ai portatori di handicap grazie alla presenza dell'ascensore. L'interno della stazione è decorato con una serie di murales che raffigurano gli elementi chiave dell'Università di Pechino. L'atrio e la banchina è collegato da un ascensore, oltre che da scale e scale mobili.
Al fine di evitare l'impatto delle vibrazioni causate dal passaggio dei treni sulla zona circostante, ricca di case e di campus universitari, nonché importanti uffici, è stato realizzato un particolare sistema che interessa esclusivamente la sezione della stazione di Università di Pechino Ingresso Est per assorbire le vibrazione e ridurre al limite quelle prodotte.

## Servizi
La stazione dispone di:
- Accessibilità per portatori di handicap (solo uscita D)
- Ascensori (solo uscita D)
- Scale mobili
- Emettitrice automatica biglietti
- Servizi igienici
- Sportello automatico
- Distributori automatici
- Stazione video sorvegliata
- Ufficio polizia

### Orari
Dal 30 dicembre 2010 la linea 4 condivide il percorso con la Linea Daxing; dalla stazione di Università di Pechino Ingresso Est si operano i servizi come segue:
- Un servizio che copre l'intera tratta, da Anheqiao Nord, da dove inizia la Linea 4, fino a Tiangongyuan, capolinea della Linea Daxing.[12]
- Un servizio ridotto che copre l'intera Linea 4 al quale si aggiunge la fermata Xingong della Linea Daxing, la prima stazione della Linea Daxing, quindi offrendo corse da Anheqiao Nord a Xingong. I passeggeri che intendono proseguire verso sud devono scendere e cambiare binario in direzione Tiangongyuan.[13]

La prima corsa direzione Anheqiao Nord parte tutti i giorni alle 5:46 da Università di Pechino Ingresso Est, mentre l'ultima alle 00:01. In direzione Tiangongyuan (linea Daxing), il primo treno opera alle ore 5:07 mentre l'ultimo alle 22:44. Inoltre, relativamente al servizio ridotto della linea, l'ultima corsa da Università di Pechino Ingresso Est parte alle 22:57 e termina a Gongyi Xiqiao alle 23:39.

### Tariffazione
- Università di Pechino Ingresso Est — Xingong (condiviso con la linea Daxing)
- Università di Pechino Ingresso Est — Tiangongyuan (condiviso con la linea Daxing)
- Università di Pechino Ingresso Est — Anheqiao Nord

Dalla stazione di Università di Pechino Ingresso Est la tariffazione parte da un prezzo di ¥3 (circa €0,40), a seconda della distanza di viaggio totale da percorrere, fino a un massimo di ¥7 (circa €1).

## Interscambi
Fermata autobus